# Yves Congar
Yves Congar, teljes nevén Yves-Marie-Joseph Congar (Sedan, 1904. április 13. – Párizs, 1995. június 22.) római katolikus pap, 1994-től bíboros, a 20. század egyik legismertebb katolikus teológusa.
A nouvelle théologie egyik úttörőjének tekintik.

## Élete
1921 és 1924 között a Párizsi Katolikus Egyetemen folytatta tanulmányait. A kötelező katonai szolgálat után egy évvel, 1925-ben csatlakozott a francia Domonkos-rendhez és papnak szentelték fel.
1931-től 1954-ig, a II. világháború éveit kivéve, (amikor német hadifogságban volt), a Domonkos-rend Párizs melletti főiskoláján filozófiát és teológiát tanított, majd hitszónokként Strasbourgban működött. 1960-tól a Párizsi Katolikus Egyetem tanára volt.
XXIII. János pápa meghívta a második vatikáni zsinat előkészítő teológiai bizottságába és a zsinat folyamán Congar jelentős hozzájárulást nyújtott számos dokumentumhoz.
1994 őszén II. János Pál pápa bíborossá kreálta.

## Munkássága
Tevékenységét a neotomizmus konzervativizmusának eredeti szellemében, de a modern filozófiák kérdésfeltevéseire is figyelemmel történő meghaladása jellemezte. Teológiai munkásságával az egyház megújulását (→ nouvelle théologie) és a keresztények egységét (→ ökumenikus mozgalom) akarta előmozdítani. E tevékenysége miatt XII. Piusz pápa és elöljárósága elmarasztalta, később azonban XXIII. János pápa rehabilitálta.

## Magyarul megjelent művei
- Hűség és haladás. Gyűjtemény; többekkel, ford. Bozsóky Gerő, Horváth Mária, Virágh József; Opus Mystici Corporis, Bécs, 1977 (A dialógus jegyében)
- Szeretem az egyházat; ford. Farkas Mária; Vigilia, Bp., 1994 (XX. századi keresztény gondolkodók)
- Az Egyház élő hagyománya. Tanulmány a hagyomány teológiai fogalmáról; ford. Száraz Katalin; L'Harmattan–Sapientia Szerzetesi Hittudományi Főiskola, Bp., 2015 (Sensus fidei fidelium)